# ランゲンベルク
ランゲンベルク (ドイツ語: Langenberg, ドイツ語発音: [ˈlaŋənbɛrk] ( 音声ファイル)) は、ドイツ連邦共和国ノルトライン＝ヴェストファーレン州デトモルト行政管区のギュータースロー郡に属す町村（以下、本項では便宜上「町」と記述する）である。

## 地理

### 位置
ランゲンベルクの町はギュータースロー郡南部のエルダー山やシュトロムベルガー山の山並みの上に位置している。最寄りのより大きな都市としては、北のレーダ＝ヴィーデンブリュックが 7.5 km、ギュータースローが 18 km、南のリップシュタットは 15 km 離れている。東に位置するパーダーボルンは 38 km 離れている。
町域を北東に向かってフォルトバッハ川とオイステルンバッハ川が流れており、グルーベバッハ川経由で、または直接にエムス川に流れ込んでいる。また、ラントグラーベン川、ブラントグラーベン川、クライバッハ川、シュールグラーベン川、ベルクヴィーゼンバッハ川、カルテストロート川が流れており、グレネ川に注ぐ。グレネ川は、市域南西部からこの町を離れ、その後リッペ川に合流する。
町内の最高地点は町域西端の海抜 112 m の地点（北緯51度47分6.6秒 東経08度15分33.6秒 / 北緯51.785167度 東経8.259333度）、最低地点は南部のグレネ川が町域から離れる地点（北緯51度43分39.4秒 東経08度20分1.8秒 / 北緯51.727611度 東経8.333833度）で海抜 75 m である。

### 地質学

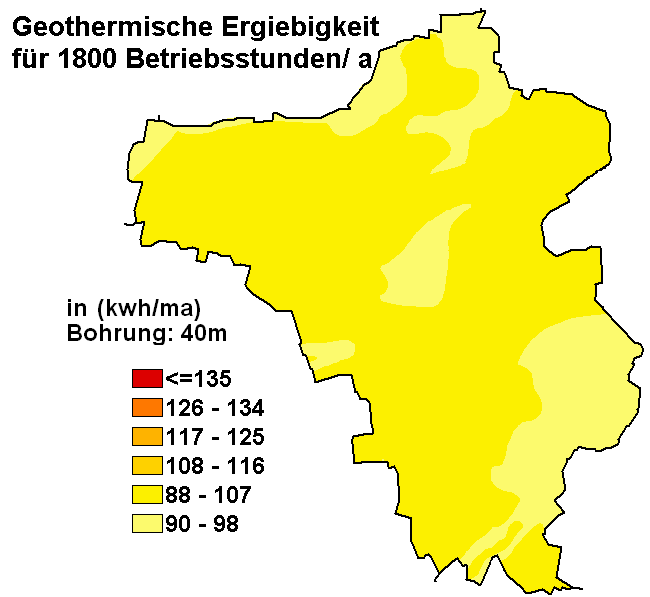
ランゲンベルクの地熱分布図

町域の地盤は、ミンデル＝リス間氷期の川や湖の堆積物や、リス氷期のティルを含む雪解け水の堆積物からなる。深部にはリッペ川やエムス川が運んだ礫、砂、シルトがあり、その上にヴュルム氷期やその後の時代に自然形成された堤、黄土、細かい砂、砂丘がある。その下層は、中生代のほぼ完全に水平な粘土質の泥灰岩、石灰質の泥灰岩、泥灰質の石灰岩、石灰岩の層である。さらにその下には、デボン紀や石炭紀の褶曲した地層がある。
町の東部全域は、エムス川およびリッペ川による低地に位置している。この地域は、地下水が豊富で、川の堆積物である砂や黄土質からなるグレイゾルを形成している。ここは主に緑地（牧草地など）として利用されている。町の南部は、地下水が少ない箇所は栄養分の低い荒れ地の土壌（ポドゾル）からなっている。地下水が多い箇所ではグレイ＝ポドゾルを形成しており、こうした箇所では耕作が行われている。ランゲンベルクの西部は、粘土質の氷期のティルで主に構成されている。水分透過性が低いため、表土まで湿気を帯びている。この土地は、森林が多いが、緑地や排水工事後に耕作地として利用されてもいる。
ランゲンベルクの町域は、地熱ゾンデによる地熱源やヒートポンプによる地熱採取については、「中程度」から「良好」な状態にある（右図参照）。

ランゲンベルクの土地利用図。赤が住宅地、白が農業用地、青が水域、緑が森林である。黄色は主な道路を示す。

### 市域の広がりと土地利用
「グローセ・ラントゲマインデ」（直訳すると「大きな田舎町」）に分類されるこの町の面積は 38.31 km2である。その多くは農業用地で全体の約 74.5 % を占める。これに次いで、住宅地と交通用地が合わせて 15.2 % である。町域の南北の最大幅は約 9.2 km、東西のそれは約 7.6 km である。
| 土地用途別面積 | 農業用地 | 森林  | 宅地、空き地 産業用地 | 交通用地 | 水域  | スポーツ用地 および緑地 | その他 |
| -------------- | -------- | ----- | --------------------- | -------- | ----- | ----------------------- | ------ |
| 面積 (km2)     | 28.53    | 2.82  | 3.78                  | 2.04     | 0.33  | 0.41                    | 0.40   |
| 占有率         | 74.5 %   | 7.4 % | 9.9 %                 | 5.3 %    | 0.9 % | 1.1 %                   | 1.0 %  |

### 隣接する市町村
ランゲンベルクは 5市町村と境を接している。北にレーダ＝ヴィーデンブリュック、東にリートベルク（ともにギュータースロー郡）、南にリップシュタット（ゾースト郡）、西にヴァーデルスロー、北西にエルデ（ともにヴァーレンドルフ郡）である。

ランゲンベルクの地区図

### 自治体の構成
現在の自治体ランゲンベルクは、1970年の地域再編以降ベンテラー地区とランゲンベルク地区から構成されている。この区分は単に歴史的なもので密集した集落を形成している。このため行政上の区分は設けられていない。
2006年1月1日現在の人口は、ランゲンベルク地区が 6,262人、ベンテラーが 2,249人である。これらの数値を合計した町の人口は、州統計局の値と一致しない。

### 気候
ランゲンベルクは、中央ヨーロッパの温和な気候域に属している。この町は亜大西洋性の海洋性気候地域に位置している。冬は大西洋の影響でおおむね穏和であり、夏はかなり暑い。
亜大西洋性海洋気候であることから年間を通して湿潤で、比較的平均した降水がある。ランゲンベルクの降水量データはないが、約 10 km 離れたリートベルク測候所のデータが存在する。その長期平均年間降水量は 772 mm である。これはドイツ全土の平均値 (700 mm) よりも多い降水量である。
気温に関してもランゲンベルクのデータはない。隣接するレーダ＝ヴィーデンブリュックの 2002年から2006年の長期平均気温は 11.1 ℃である。

## 歴史
ランゲンベルクは、1180年に初めて史料に記録されている。ここにはオスナブリュック司教領主が治める小さな集落として記述されている。この時代以降ランゲンベルクはドロストやヴィーデンブリュックの役人（アムト・レッケンベルク）によって統治されていた。1815年のウィーン会議後にプロイセンがヴェストファーレンに新たな行政区分として郡への分割を行ったにもかかわらず、この帰属関係は存続し、1970年になって解消された。
ベンテラーは、1130年に初めて文献に記録されており、おそらくランゲンベルクよりも古い集落である。この集落は、1970年までアムト・ヴァーデルスローに属していた。このアムトは1816年にプロイセンの行政区分新設によって設けられた。
この町は19世紀半ばまで農業を主体とする町であった。1828年にはすでにヴィーデンブリュックからリップシュタットに至る道路が完成していたが、工業系企業が進出するのは1845年のブルワリー創設（現在のブルワリー・ホーエンフェルデ）が最初であった。

### 町村合併
1969年12月4日の「ヴィーデンブリュック郡の新設とビーレンフェルト郡の分割に関する法律」の施行に伴うノルトライン＝ヴェストファーレン州の地域再編により、それまで独立した町村であったベンテラー（アムト・リースボルン＝ヴァーデルスロー、ベックム郡）とランゲンベルク（アムト・レッケンベルク、ヴィーデンブリュック郡）が合併して1970年1月1日に新たな町村ランゲンベルクが成立した。この新しい町は、バーテンホルスト（アムト・レッケンベルク）、ボーケルおよびマストホルテ（ともにアムト・リートベルク）からいくつかの農場を併合している。

## 住民

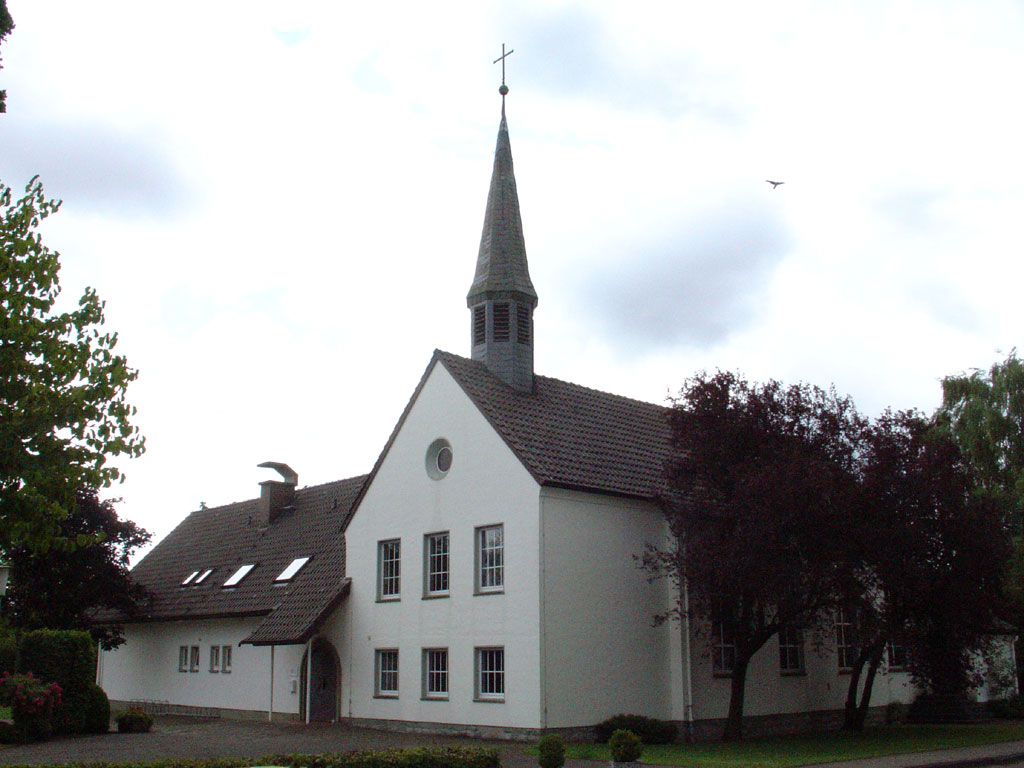
ランゲンベルクの福音主義教会

### 宗教
歴史的経緯から、住民の多くはローマ＝カトリックの信者であり、福音主義ルター派信者は少数である。ランゲンベルク町内には、2つのカトリック教会と1つの福音主義教会がある。
町村再編は政治的な境界を引いただけであり、ランゲンベルクのカトリック教会はパーダーボルン大司教区レッケンベルク司牧連合に、ベンテラーのカトリック教会はミュンスター司教区ベックム首席司祭区に属している。
宗教への帰依は保護されるべき個人情報であり、集計された形であっても公開されていないため、詳細なデータは利用できない。
ランゲンベルクには数多くのキリスト教系の団体や青少年のための組織がある。ランゲンベルクの聖ランベルトゥスおよび聖ラウレンティウス教区は1974年にカトリック青年組織ランゲンベルクを設立し、現在約 130人の会員がいる。

### 人口推移
以下の表にランゲンベルクの各時点の町域と、現在の町域にあたる地域の人口推移を示す。数値は、1970年以前と1987年は人口調査結果、1975年からは州のデータ管理・統計局の公的な研究結果によるものである。1975年から1985年までは推測値、1990年以降の数値は1987年の人口調査結果に基づく推定値である。
| 年              | 人口（人） |
| --------------- | ---------- |
| 1818 (12月31日) | 1,051      |
| 1831 (12月3日)  | 1,224      |
| 1837 (12月3日)  | 1,257      |
| 1843 (12月3日)  | 1,376      |
| 1849 (12月3日)  | 1,427      |
| 1852 (12月3日)  | 1,448      |
| 1858 (12月3日)  | 1,559      |
| 1867 (12月3日)  | 1,535      |
| 1871 (12月1日)  | 1,542      |

| 年              | 人口（人） |
| --------------- | ---------- |
| 1885 (12月1日)  | 1,670      |
| 1895 (12月1日)  | 1,826      |
| 1905 (12月1日)  | 1,872      |
| 1925 (6月16日)  | 2,031      |
| 1933 (6月16日)  | 2,323      |
| 1939 (5月17日)  | 2,681      |
| 1946 (10月29日) | 3,456      |
| 1950 (9月13日)  | 3,899      |
| 1961 (6月6日)   | 4,042      |

| 年              | 人口（人） |
| --------------- | ---------- |
| 1818 (12月31日) | 1,051      |
| 1831 (12月3日)  | 1,224      |
| 1837 (12月3日)  | 1,257      |
| 1843 (12月3日)  | 1,376      |
| 1849 (12月3日)  | 1,427      |
| 1852 (12月3日)  | 1,448      |
| 1858 (12月3日)  | 1,559      |
| 1867 (12月3日)  | 1,535      |
| 1871 (12月1日)  | 1,542      |

| 年              | 人口（人） |
| --------------- | ---------- |
| 1885 (12月1日)  | 1,670      |
| 1895 (12月1日)  | 1,826      |
| 1905 (12月1日)  | 1,872      |
| 1925 (6月16日)  | 2,031      |
| 1933 (6月16日)  | 2,323      |
| 1939 (5月17日)  | 2,681      |
| 1946 (10月29日) | 3,456      |
| 1950 (9月13日)  | 3,899      |
| 1961 (6月6日)   | 4,042      |

| 年              | 人口（人） |
| --------------- | ---------- |
| 1939 (5月17日)  | 3,867      |
| 1950 (9月13日)  | 5,610      |
| 1961 (6月6日)   | 5,681      |
| 1970 (5月27日)  | 6,403      |
| 1974 (6月30日)  | 6,647      |
| 1975 (12月31日) | 6,580      |
| 1980 (12月31日) | 6,507      |
| 1985 (12月31日) | 6,638      |

| 年              | 人口（人） |
| --------------- | ---------- |
| 1987 (5月25日)  | 6,797      |
| 1990 (12月31日) | 7,026      |
| 1995 (12月31日) | 7,719      |
| 2000 (12月31日) | 8,126      |
| 2005 (12月31日) | 8,186      |
| 2007 (12月31日) | 8,196      |
| 2012 (12月31日) | 8,113      |

| 年              | 人口（人） |
| --------------- | ---------- |
| 1939 (5月17日)  | 3,867      |
| 1950 (9月13日)  | 5,610      |
| 1961 (6月6日)   | 5,681      |
| 1970 (5月27日)  | 6,403      |
| 1974 (6月30日)  | 6,647      |
| 1975 (12月31日) | 6,580      |
| 1980 (12月31日) | 6,507      |
| 1985 (12月31日) | 6,638      |

| 年              | 人口（人） |
| --------------- | ---------- |
| 1987 (5月25日)  | 6,797      |
| 1990 (12月31日) | 7,026      |
| 1995 (12月31日) | 7,719      |
| 2000 (12月31日) | 8,126      |
| 2005 (12月31日) | 8,186      |
| 2007 (12月31日) | 8,196      |
| 2012 (12月31日) | 8,113      |

1970年に現在の町域が成立して以降2007年までこの町の人口は約 28 % 増加した。この増加率は、ノルトライン＝ヴェストファーレン州の平均よりも大きく、「グローセ・ラントゲマインデ」に分類される町村の平均値とほぼ同等であった。特に1990年から1995年までの間に大きく増加した。これは「シュペートアウスジートラー」、すなわち東西冷戦構造崩壊後に東側諸国から移住した人々によるものであった。
上述の州の統計局による人口は、町当局が示している2006年1月1日現在の人口 8,511人と一致していない。

## 行政
ランゲンベルクは州議会選挙ではギュータースロー III区に、連邦議会選挙ではギュータースロー選挙区に属している。

### 町議会
ランゲンベルクの町議会は26人の議員で構成されており、町長がこれに加わる。

### 首長
2004年からズーザンネ・ミットターク (UWG) が町長を務めている。彼女は、2004年の町長選挙決選投票で 62.1 % の票を獲得して町長に選出された。2009年には 88.4 %、2014年には 75.1 % の票を得て再選されている。

ランゲンベルクの幟

### 紋章、印章、旗
ランゲンベルクの町は以下の紋章、印章、旗を使用している。
紋章の図柄: 銀地（白地）。向かって左半分には縦に並んだ2輪の青いヤグルマギクの花。向かって右半分には青い縦帯。
2輪の花は、この新しい町がランゲンベルクとベンテラーから成立したことを示している。縦帯はこの2つの集落が南北につながっていることを反映したものである。この紋章は、1976年12月15日付けのデトモルト行政管区長官の文書により認可された。
印章: 印章には、上部に "GEMEINDE LANGENBERG"、下部に "KREIS GÜTERSLOH" の文言が記されている。
旗: 幟は長辺を平行に 1:2:1 の幅で青-白-青のストライプで上部に町の紋章が描かれている。旗は、やはり長辺を平行に 1:2:1 の幅で青-白-青のストライプで白地の部分に町の紋章が描かれている。旗は1977年12月15日に認可された。

### 姉妹自治体
- ノイツェレ（ドイツ語版、英語版）（ドイツ、ブランデンブルク州）[21]

ノイツェレは、ブランデンブルク州のポーランド国境に近い町で、1993年からランゲンベルクの姉妹自治体となっている。この町とは、両町が組織する青年集会などを通して活発な相互訪問がなされている。これにはジェロナ・グラからの青年も参加している。

## 文化と見所

### 演劇
ランゲンベルク・アマチュア演劇団は1968年の創設以来ほぼ毎年（1977年と1978年を除く）舞台上演を行っている。1989年から1999年まで、冬期シーズンごとに6回バート・ヴェステルンコッテン（エルヴィッテ市内）で上演した。ランゲンベルクでは、長年にわたって旅館の「ドライ＝カイザー＝ザール」のステージで上演していたが、2003年からは（1970年以前と同じく）ブリンクマンシューレ（学校）の講堂を利用している。

### 博物館
ベンテラー郷土室は1967年から存在している。これは初めベントラーの学校の教材室にあったが、1984年からシュトゥーケンダム通りのスペースに移された。ここでは、靴職人、車大工、木靴職人などの工具、亜麻栽培や収穫の農具、乳加工、洗濯、織物といった家事の用具、学校の財産目録が展示されている。絵画や彫刻といった分野の郷土芸術の特別展示が不定期になされている。見学するには予め郷土室に申し込む必要がある。

### 建築

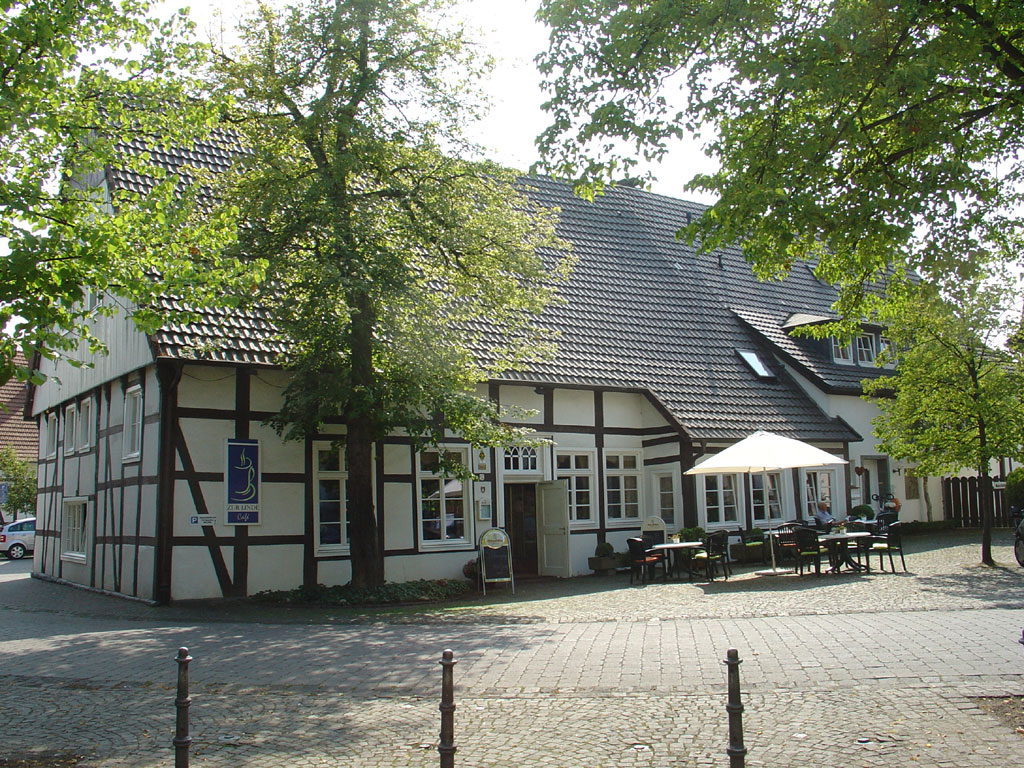
カフェ・ツア・リンデ

ランゲンベルク駅は1887年に建設された。1979年に旅客運行が、1995年には貨物運行も廃止された。建物はそれ以来手つかずで遺されており、軌道も多くの部分が保存されている（2007年3月現在）。その保存に尽力してきたヴェストファーレン・ローカル鉄道協会は2015年に解散した。
グート・ガイセルは、1231年に初めて文献に記録されている。この農場は、文化財に指定されており、ギュータースロー郡最大の森林地域内に位置している。その木組み建築と周辺の庭園は18世紀に建造された。
カフェ「ツア・リンデ」はランゲンベルクのキルヒ広場にある 400年以上の歴史を持つレストランである。木組み建築の入口上方に1649年の銘がある。しかし、教会敷地内の客席の賃借料が1567年の教会の会計簿に記録されている。この建物内には、ブルワリー、蒸留所、パン焼き窯が入っていた。修復された建物内のカフェは1997年に再オープンした。
カトリックの教区教会ランゲンベルク聖ラムベルトゥスおよび聖ラウレンティウス教会は1234年に初めて文献に記録されている。西塔は1200年頃にロマネスク様式で建造された。教会堂自体は後期ゴシック建築である。現在の身廊と塔の屋根は15世紀から16世紀のものである。1892年から1894年までにネオゴシック様式の側廊が増築された。教会内部には、13世紀のロマネスク様式の洗礼盤がある。キリスト磔刑群像、光り輝く聖母、聖体安置塔は、1515年から1523年に教会内に奉納された。
ベンテラーの聖アントニウス教会は1856年から1859年に、西側にレンガ造りの塔を持つ単廊式教会として建造された。1912年から1914年に、翼廊、南東の塔、内陣、聖具室が増築された。講壇、本祭壇、脇祭壇は、ヴィーデンブリュック派の作品である。教会前には、旧時計塔の時計が見られる。
福音主義の平和教会には1860年鋳造の鐘がある。これはハインリヒ・ルートヴィヒ・ローマイアー鋳造所が製作したもので、現在は保護文化財となっている。
この他の見所にはアルテ・リッペントルッパー・シューレ（旧学校）や旧代官所がある。
- 聖ラムベルトゥスおよび聖ラウレンティウス教会
- 聖アントニウス教会
- ベンテラーの平和教会
- 旧代官所

### 公園
ランゲンベルクには公認の公園はない。

### 自然文化財
この町にはギュータースロー郡によって自然文化財に指定されているオークの木が 3本ある。これらはいずれもランゲンベルク地区にあり、このうち 2本は自転車道 R25号線沿いにある。町内に自然保護地区はない。

### サークル、クラブ、協会
ランゲンベルクは並外れたサークル・クラブ・協会構造を有している。町内には 60以上のそうした団体があり、統計的には人口 140人あたり 1つの団体がある。

#### スポーツ
町内には 2つの総合スポーツクラブがある。SV グリューン＝ヴァイス・ランゲンベルクは1928年に設立され、現在 700人以上の会員を擁している。クラブの歴史の中で何度も第2のクラブである SV 56 ベンテラーとの合併が議論されたが、そのたびに頓挫している。SV 56 ベンテラーは、1956年5月1日に設立され、現在の会員数は 400人を超える。サッカー第1チームはクライスリーガ A でプレイしている。
2つの地区それぞれに射撃クラブがある。聖ラムベルトゥス射撃兄弟団ランゲンベルク e.V. は1871年に創設された。1999年に射撃競技部門が設けられた。聖アントニウス射撃兄弟団ベンテラーは1900年に兵士・防衛協会として設立された。このクラブの会員数は 800人以上である。
この他に、馬の調教・騎馬・乗馬クラブ、テニスクラブ、体操クラブ、潜水クラブ、老人サッカークラブ、障害者スポーツ協会、インドアスポーツクラブ、ドイツ人命救助協会地域グループがある。また、町内には 6つの伝書鳩クラブもある。

#### 音楽
音楽に関しても、この町の住民はとても活発である。教会合唱団、青少年合唱団、児童合唱団（いくつかの年長者グループを含む）や大きなゴスペル合唱団の他に、2つの民俗舞踊グループ、2つのマーチングバンド、1つのブラスアンサンブル（ジュニア部門を含む）、2つの男声合唱団がある。

### 年中行事
3月には「ランゲンベルクの春」が祝われる。この町の社会生活におけるハイライトは各地区の射撃祭である。ベンテラーの射撃祭は 5月、ランゲンベルクの射撃祭は 7月に開催される。9月には国民銀行前で大規模なラムベルトゥスキルメス（教会祭）がある。第1アドヴェントにはランゲンベルクのラムベルトゥス教会周辺でのクリスマスマーケット「ニコラウスターゲ」が開催される。
ランゲンベルク郷土協会は、夏期を除き毎月、低地ドイツの「キルンクアーベント」を行っている。また、さらに多くのクラブ単位で、自転車ツアー、カーニバルのイベント、ハイキングやスポーツの試合などが（一部は毎月）開催されている。

### 名物料理・食材
ブルワリー・ホーエンフェルデの製品は地元で有名である。この地方で典型的なピルスナーの他に、昔のレシピをほとんど変えずに1994年から再生産されている「ラップマンス・ドゥンケル」やアルコール度数 40 % の蒸留酒「ホーエンフェルダー・ヴァイツェン・ビーアブラント」が製造されている。隣町のリートベルクで行われたランデスガルテンシャウのためにブルワリー・ホーエンフェルデは特別なビール「レオス・ベルンシュタイン」を発売した。

## 経済と社会資本

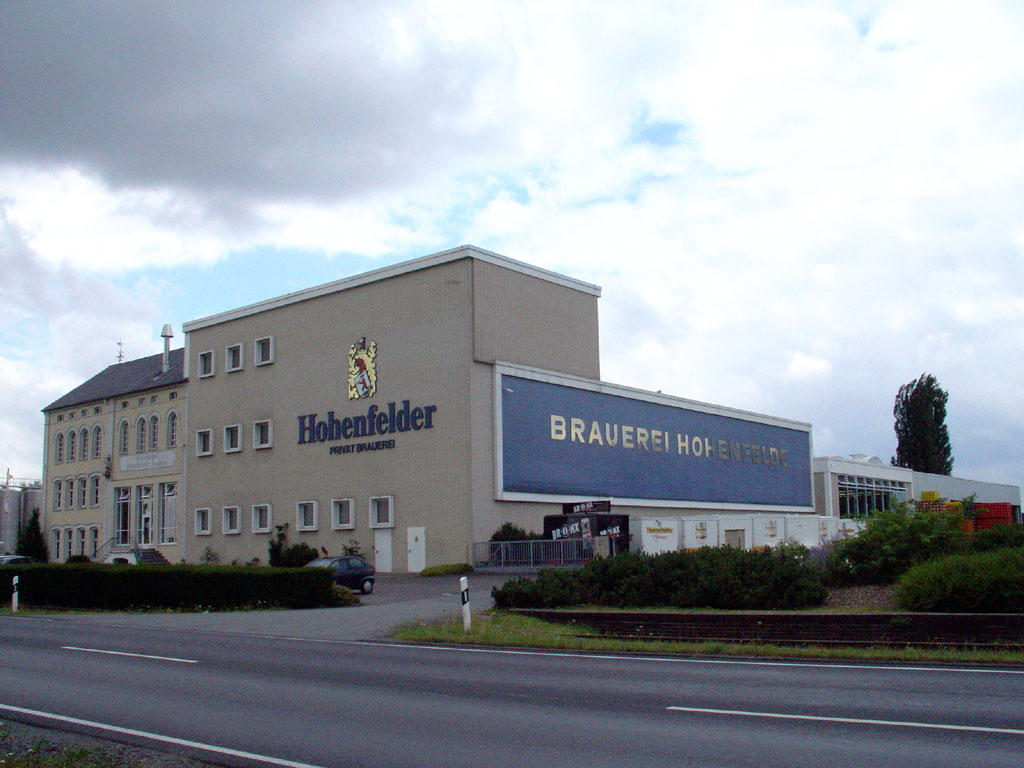
ブルワリー・ホーエンフェルデ

### 地元企業
ランゲンベルクは、明らかに中小企業・多業種からなる経済構造で形成されており、大企業は存在しない。主な経済分野は加工業で、ランゲンベルクの社会保険支払い義務のある労働者の約 30.2 % がこの分野に従事している。ランゲンベルクは、この地方で有名なブルワリー・ホーエンフェルデの本社所在地である。

### 交通

#### 鉄道
1979年以降、町内に鉄道は通っていない。かつてレーダからリップシュタットに通っていたレーダー鉄道の廃止された路線はランゲンベルクで終わっている。

#### バス
地方バスが定期的にレーダ＝ヴィーデンブリュックやリップシュタットに運行している。

#### 道路
ランゲンベルクは連邦道 B55号線沿いにあり、B58号線の起点である。最寄りのアウトバーンは、約 10 km 離れた A2号線である。

#### 航空
最寄りの空港は、約 40 km 離れたパーダーボルン/リップシュタット空港である。

#### 自転車道
バーンラートルート・ヘルヴェーク＝ヴェーザーがランゲンベルクを通っている。さらに町内の自転車道が 3本ある。全長 14 km の自転車道 R25号線「ユーバー・ディー・ランゲンベルクガー・ヘーエン」（この近くに町の最高地点がある）、全長 20 km の自転車道 R26号線「イム・ジュートクライス」、全長 39 km で町のほぼ全域を通る R27 号線「ルント・ウム・ランゲンベルク」である。

#### 遊歩道
ランゲンベルクには、全長 6 km から 11 km の 5本の遊歩道と、全長 6 km から 12 km のノルディックウォーキング・ルートが 3本ある。

### メディア

#### 印刷媒体
3つの郡の境界という特殊な立地であることから、ランゲンベルクでは 4紙の日刊紙が流通している。月曜から土曜まで毎日ローカル面を含む「ノイエ・ヴェストフェリシェ」と「ヴェストファーレン＝ブラット」のローカル版が刊行されている。両紙は、ローカル面以外の一般記事をビーレフェルトにあるそれぞれの編集局で作成している。同じくローカル面を有するエルデの「ディー・グロッケ」とリップシュタットの「デア・パトリオット」も月曜から土曜まで毎日刊行されている。

#### 放送媒体
ランゲンベルクは西部ドイツ放送のビーレフェルト地方スタジオやローカルラジオ局として報道番組を放送しているラジオ・ギュータースローの放送エリアに属している。

### 公共機関
ランゲンベルク消防団は、ランゲンベルク消防隊とベンテラー消防隊で構成されている。この町には屋外プールも屋内プールもない。このため、夏期の天気の良い日には、子供たちは週に3回運行される無料の「バーデブス」（プールバス）でヴィーデンブリュッケの屋外プールを利用する。最寄りの病院は、レーダ＝ヴィーデンブリュックとリップシュタットにある。

### 教育
この町には、ランゲンベルク（ブリンクマンシューレ）とベンテラー（シュメディングシューレ）に各1校、合計2校の基礎課程学校があったが、2014年2月にブリンクマン＝シュメディング基礎課程学校連合として統合され、ベンテラーは分校となった。また、ランゲンベルクに本課程学校が1校ある。この他の形態の学校は隣接する市町村の学校を利用する。
2014年10月15日現在、33人の教員と499人の児童・生徒いる。このうち、基礎課程学校が 335人、本課程学校が 164人である。
ランゲンベルクはレッケンベルク＝エムス市民大学目的連合の一員である。